# Hampea breedlovei
Hampea breedlovei é uma espécie de angiospérmica da família das Malvaceae.
Apenas pode ser encontrada no seguinte país: México.